# ボニファティウス5世 (ローマ教皇)
ボニファティウス5世（Bonifatius V, ? - 625年10月25日）は、第69代ローマ教皇（在位：619年12月23日 - 625年10月25日）。